# Eleição municipal de Tubarão (Santa Catarina) em 2016
A eleição municipal de Tubarão em 2016 foi realizada para eleger um prefeito, um vice-prefeito e 17 vereadores no município de Tubarão, no estado brasileiro de Santa Catarina. Foram eleitos Joares Ponticelli (Progressistas) e Caio César Tokarski para os cargos de prefeito(a) e vice-prefeito(a), respectivamente. 
Seguindo a Constituição, os candidatos são eleitos para um mandato de quatro anos a se iniciar em 1º de janeiro de 2017. A decisão para os cargos da administração municipal, segundo o Tribunal Superior Eleitoral, contou com 76 057 eleitores aptos e 12 082 abstenções, de forma que 15.89% do eleitorado não compareceu às urnas naquele turno. 

## Resultados

### Eleição municipal de Tubarão em 2016 para Prefeito
A eleição para prefeito contou com 4 candidatos em 2016: Joares Ponticelli do Progressistas, Carlos José Stüpp do Partido da Social Democracia Brasileira, Edi Carlos de Almeida do Partido Social Cristão, Joao Olavio Falchetti do Partido dos Trabalhadores que obtiveram, respectivamente, 26 555, 15 930, 4 301, 11 928 votos. O Tribunal Superior Eleitoral também contabilizou 15.89% de abstenções nesse turno. 
| Candidato(a)                | Vice                          | Coligação                                 | Votos recebidos | Percentual |
| --------------------------- | ----------------------------- | ----------------------------------------- | --------------- | ---------- |
| Joares Ponticelli (PP)      | Caio César Tokarski           | Novo Experiência Trabalho                 | 26555           | 45.23%     |
| Carlos José Stüpp (PSDB)    | João Marcelo Fretta Zappelini | Tubarão Quer Mais                         | 15930           | 27.13%     |
| Joao Olavio Falchetti (PT)  | Akilson Ruano Machado         | Partido dos Trabalhadores (sem coligação) | 11928           | 20.32%     |
| Edi Carlos de Almeida (PSC) | Gladys Helena da Cruz         | Partido Social Cristão (sem coligação)    | 4301            | 7.33%      |

### Eleição municipal de Tubarão em 2016 para Vereador
Na decisão para o cargo de vereador na eleição municipal de 2016, foram eleitos 17 vereadores com um total de 59 352 votos válidos. O Tribunal Superior Eleitoral contabilizou 2 089 votos em branco e 2 534 votos nulos. De um total de 76 057 eleitores aptos, 12 082 (15.89%) não compareceram às urnas .
| Nome                       | Partido político                               | Coligação                                 | Votos recebidos | Percentual |
| -------------------------- | ---------------------------------------------- | ----------------------------------------- | --------------- | ---------- |
| Gelson José Bento          | Progressistas (PP)                             | Por Amor a Tubarão                        | 2089            | 3.52%      |
| Moisés Nunes               | Progressistas (PP)                             | Por Amor a Tubarão                        | 2014            | 3.39%      |
| Lucas de Souza Esmeraldino | Partido da Social Democracia Brasileira (PSDB) | Tubarão Merece Mais                       | 1958            | 3.3%       |
| Felippe Luiz Collaço       | Progressistas (PP)                             | Por Amor a Tubarão                        | 1830            | 3.08%      |
| Dalton Luiz Marcon         | Partido Social Democrático (PSD)               | Compromisso com Tubarao                   | 1714            | 2.89%      |
| Dorli Fernandes Rufino     | Progressistas (PP)                             | Por Amor a Tubarão                        | 1606            | 2.71%      |
| Luiz Gonzaga dos Reis      | Progressistas (PP)                             | Por Amor a Tubarão                        | 1600            | 2.7%       |
| Jairo dos Passos Cascaes   | Partido Social Democrático (PSD)               | Compromisso com Tubarao                   | 1300            | 2.19%      |
| Alexandre Santos Moraes    | Partido Social Democrático (PSD)               | Compromisso com Tubarao                   | 1283            | 2.16%      |
| Eraldo Pereira da Silva    | Partido Popular Socialista (PPS)               | Tubarão Melhor                            | 1212            | 2.04%      |
| Douglas Martins Antunes    | Movimento Democrático Brasileiro (MDB)         | Mais Tubarão                              | 1097            | 1.85%      |
| Gilmar Negro Machado       | Movimento Democrático Brasileiro (MDB)         | Mais Tubarão                              | 1074            | 1.81%      |
| Carlos Alexandre das Neves | Partido da Social Democracia Brasileira (PSDB) | Tubarão Merece Mais                       | 1073            | 1.81%      |
| Evaldo Gonçalves de Campos | Movimento Democrático Brasileiro (MDB)         | Mais Tubarão                              | 1061            | 1.79%      |
| João Gonçalves Fernandes   | Partido da Social Democracia Brasileira (PSDB) | Tubarão Merece Mais                       | 983             | 1.66%      |
| José Luiz Tancredo         | Partido da Social Democracia Brasileira (PSDB) | Tubarão Merece Mais                       | 792             | 1.33%      |
| Paulo Henrique Lucio       | Partido dos Trabalhadores (PT)                 | Partido dos Trabalhadores (sem coligação) | 560             | 0.94%      |